# José Hawilla
José Hawilla (São José do Rio Preto, São Paulo; 11 de junio de 1943-São Paulo, São Paulo; 25 de mayo de 2018) fue un empresario, abogado y periodista deportivo brasileño, propietario y fundador de Traffic Group, un conglomerado multinacional de patrocinio deportivo.

## Biografía
Hawilla nació en São José do Rio Preto, en el estado de São Paulo, descendiente de libaneses.

## Carrera
Hawilla comenzó su carrera como periodista deportivo. En 1980, Hawilla fundó Traffic Group, la mayor empresa de patrocinio deportivo de Brasil, responsable por el patrocinio de la Confederación Brasileña de Fútbol (CBF) y de la selección de fútbol de Brasil, y detentora de los derechos comerciales de la Copa América, Copa Mercosur, torneos preolímpicos, y los campeonatos sudamericanos sub-17 y sub-20.
Hawilla fue además presidente de TV TEM, una red de televisión con emisoras en cuatro ciudades del interior paulista: São José do Rio Preto, Bauru, Sorocaba e Itapetininga, afiliadas a Rede Globo; propietario de la red de diarios Bom Dia, con circulación simultánea en São José do Rio Preto, Bauru, Sorocaba, Jundiaí, Fernandópolis y el ABC Paulista; y propietario de TV7, productora de vídeo con sede en São Paulo.

## Caso de corrupción en la FIFA
Hawilla fue acusado de involucrarse en el esquema de sobornos del caso de corrupción en la FIFA. Los patrocinadores de la CBF también son sospechosos de corrupción, incluyendo su expresidente José María Marin, quien fue parte del arresto inicial junto con otros seis dirigentes en Suiza. El Departamento de Justicia de los Estados Unidos acusó a la CBF de involucrarse en casos de soborno en el contrato de patrocinio con «una marca estadounidense de material deportivo» y en la comercialización de derechos de medios y patrocinio deportivo de diversos torneos. Hawilla y su agencia Traffic están entre los principales acusados citados en el documento divulgado por la justicia estadounidense. Hawilla se declaró culpable el 12 de diciembre de 2014 de «cargos de corrupción, incluidos extorsión, fraude y lavado de dinero», en relación con el caso. Hawilla acordó devolver 151 millones de dólares, de los cuales 25 millones fueron pagados en diciembre de 2014.

## Muerte
Falleció el 25 de mayo de 2018 a causa de una falla respiratoria.